# Glacera Beardmore
La Glacera Beardmore  a l'Antàrtida, és una de les glaceres més gran del món, amb una llargada que supera els 200 km i una amplada de 40 km. La glacera és un dels passatges principals del barrera de gel de Ross per les cadenes muntanyoses de la reina Alexandra i de la Commonwealth de les muntanyes Transantàrtiques a la plataforma Antàrtica, i fou una de les primeres rutes al pol Sud.
La glacera fou descoberta per Ernest Shackleton durant l'expedició Nimrod de 1908. Encara que Shackleton tornà enrere abans d'arribar al Pol Sud, havia descobert la primera ruta demostrada al pol, i amb això, es convertí en la primera persona a posar peu al gran planell polar. En 1911-1912, el capità Scott i el seu grup reeixient en arribar al Pol Sud pujant el Beardmore. Tanmateix, arribaven al pol un mes després que l'Expedició Amundsen, que havia pujat per la, fins aquell moment, desconeguda glacera Axel Heiberg.
La glacera Beardmore s'anomena així per Sir William Beardmore, un industrial escocès patrocinador de l'expedició i nascut el 1856.
El 2016 s'hi van trobar fòssils de l'escarabat Antarctotrechus, d'uns 14 a 20 milions d'anys, en sediments adjacents a la glacera.